# Прата-Пескиоло (Л'Аквила)
Прата-Пескиоло (итал. Prata-Peschiolo) је насеље у Италији у округу Л'Аквила, региону Абруцо.
Према процени из 2011. у насељу је живело 57 становника. Насеље се налази на надморској висини од 950 м.